# Neşe Yaşın
Neşe Yaşın, turškociprska pesnica in pisateljica, * 12. februar 1959, Nikozija, Republika Ciper
Leta 2006 je postala prva Turška Ciprčanka, ki je sodelovala na volitvah po odhodu turškociprskih kandidatov leta 1963.

## Zgodnje življenje
Neşe Yaşın se je rodila v Nikoziji turškociprskim staršem. Njen oče je izvrstni pesnik in avtor Özker Yaşın, njen brat pa je nagrajeni pesnik Mehmet Yaşın. Po končanju šolanja na Türk Maarif Koleji je Yaşınova študirala sociologijo na Tehnični univerzi Bližnjega vzhoda v Ankari. Kasneje je diplomirala na Ciprski univerzi. Trenutno predava na Univerzi Cipra na oddelku za turške in bližnjevzhodne študije.

## Kariera
Od sredine 80. let živi in deluje v južni Nikoziji. Že od mladih let je aktivna kot mirovna aktivistka in kot taka članica Skupine trenerjev za reševanje ciprskih sporov, ki je leta 1955 predlagal 15 projektov za promocijo miru in sprave na otoku ter jih predstavila na Ciprskem mirovnem bazarju. Yaşınova večinoma pišev turščini, čeprav je bilo precejšnje število njenih proznih del prevedenih v grščino in angleščino. Njena poezija je bila prevedena v dvajset jezikov, objavljena je bila v literarnih revijah in antologijah. Pogosto ustvarja in predstavlja prispevke o miru in ponovni združitvi njenega "ljubljenega otoka" Cipra. Eden izmed takšnih prispevkov, ki je vzbudil pozornost, je bil prispevek, ki je bil predstavljen na Svetovni kulturni konferenci v Stockholmu leta 1998.
Med letoma 1992 in 2007 je Yaşınova vodila in predstavljala literarno oddajo 41st Room na radiu CYBC, med letoma 2001 in 2002 pa je vodila oddajo Peace Garden na radiu ASTRA. Trenutno piše kolumne za turški časopis BirGün in ciprski časopis Yenidüzen.
Leta 2006 se je na Cipru zapisala v zgodovino, ko je kandidirala za mesto v ciprskem parlamentu, potem, ko je ciprska vlada sprejela zakon, ki ciprskim Turkom, živečim v južnem Cipru dovoljuje, da na splošnih volitvah volijo neturško-ciprske kandidate. Postala je prva Turška Ciprčanka, ki je sodelovala na volitvah po odhodu turško-ciprskih kandidatov leta 1963.

## Nagrade
- Umetnica leta Posebna nagrada (Republika Ciper), 1978[6]
- Umetnica leta (Turška banka), 1980
- Nagrad Fundacije Necati Taşkın, 1993
- Častna nagrada POGO-Woman Day, 1997
- Kulturna nagrada Anthias-Pierides, 1998